# 힐 알바레스 카리요 데 알보르노스

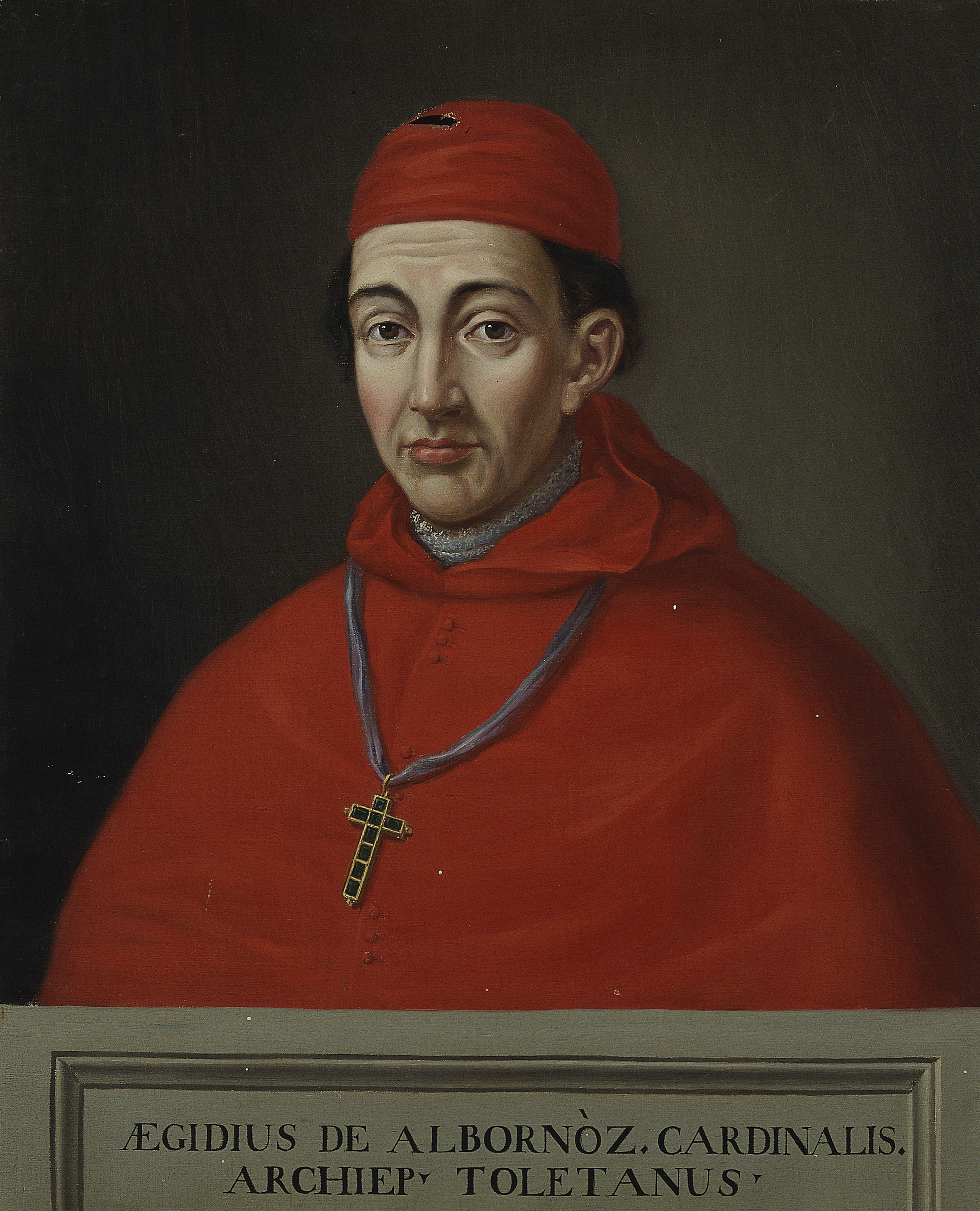
프라도 미술관에 있는 마티아스 모레노가 그린 추기경 힐 알바레스 카리요 데 알보르노스

힐 알바레스 카리요 데 알보르노스(스페인어: Gil Álvarez Carrillo de Albornoz, 이탈리아어: Egidio Albornoz, 1310년 – 1367년 8월 23일)는 스페인의 추기경이자 교회군 지도자이다.

## 생애

### 어린 시절
알보르노스는 14세기 초 카라스코사델캄포 (쿠엔카)에서 태어났다. 그는 힐 알바레스 데 알보르노스 (Gil Állvarez de Albornoz)와 톨레도 대주교이자 강력한 카리요 가문 출신 히메네오 데 루나 (Jimeno de Luna)의 자매인 테레사 데 루나 (Teresa de Luna)의 아들이였다. 그는 사라고사에서 교육을 받았고, 그의 숙부가 툴루즈의 주교였을 동안은 그곳에서 법을 공부하였다.
그의 가문의 강력한 영향력은 그가 이른 시기에 공직 자리를 얻게 해주었다. 그는 칼라트라바의 부제장이되었고, 어린 나이에 왕의 궁전의 인물이 되었다. 1338년 그는 [[알폰소 11세]의 총애를 얻어 그의 숙부의 뒤를 이어 톨레도 대주교로 선택되었다. 리오살라도 전투에서 그는 1340년 모로코에서 온 마린 왕조의 침략을 성공적으로 막아냈고, 1344년에는 그가 관리한 주교령의 무장 징집군을 이끌고 알헤시라스를 차지해내기도 했다.
톨레도 주교로서 그는 두 번의 개혁 관련 종교회의를 소집했는데, 처음은 1339년 5월 톨레도에서, 다른 한번은 1347년 4월 알칼라에서였다. 1343년에는 성전을 위한 교회의 수익에 대한 세금을 부과하는 것을 논의하기 의해 아비뇽의 교황 클레멘스 6세에게 보내진적도 있었다. 알보르노스는 1350년 3월 알폰소 11세가 사망하자 스페인을 떠났고, 다시는 돌아오지 않았다. 이것에 대하여 말하기를, 동시대의 증거물은 없지만 페드로 1세 데 카스티야의 분노를 피해 도망친 것이라고 한다. 그의 군사적, 외교적 능력이 교황에게 알려지게 되었고, 그를 1350년 12월에 산 클레멘테 알 라테라노 성당의 사제 주교로 임명하였고, 그 시점에서 톨레도 대주교 직은 사임하였다.
그는 1352년 12월 교황 인노첸시오 6세 선출 후 잠깐 내사원장에 임명되기도 했고 "평화의 천사"라는 별칭이 붙었는데, 이는 교황령에서 차후 벌어지는 그의 군사 작전을 감안하면 역설적인 잘못된 칭호가 되고 말았다.

### 이탈리아에서 첫 군사 활동
1353년 교황 인노첸시오 6세는 가톨릭 국가들에 대한 교황의 권위를 회복하려는 시도로서 소규모 용병군의 지휘관이던 그를 이탈리아에 교황 대사로 파견하였다. 밀라노 대주교 조반니 비스콘티, 피사, 피렌체, 시에나의 지원을 받은 후, 그는 라티움과 움브리아의 교황령을 상당수 뺏었던 비테르보의 영주 조반니 디 비코에 맞선 군사 활동을 시작했다. 조반니 디 비코는 1354년 3월 10일 비테르보 전투에서 패배하고 항복 조약을 서명하였다.
알보르노스는 리미니의 말라테스타 가문과 포를리의 오르델라피 가문를 상대하기 위해 마르케와 로마냐로 이동했다. 교황군 지휘관 카메리노 영주 로돌포 2세 다 바라노는 갈레오토 말라테스타를 패배시키고, 그의 가문을 교황의 충실한 동맹으로 만들었다. 이는 우르비노의 몬테펠트로 가문, 라벤나의 다 폴렌타 가문, 세니갈리아와 안코나 등의 도시들의 항복을 이끌었다. 1356년이 끝날 무렵에 알보르노스는 사비나 주교에 임명되었다.
그 시점에서 파엔차의 조반니 만프레디와 포를리의 프란체스코 2세 오르델라피만이 교황의 재정복에 저항하고 있었다. 알보르노스는 조반니 만프레디의 항복을 받으려고 할때인 1357년에 복귀 명령이 떨어졌고, 클뤼니 수도원장 앙드로앵 드 라 로슈 (Androin de la Roche)로 대체되었다. 떠나기 전인 모든 교황 대리인들의 회동이 1357년 4월 29일에 열렸고, 알보르노스는 교황령의 모든 일들을 규제하고 교황령의 영역을 지방 별로 나눠야한다는 내용을 담은 《성모교회의 구성》을 발표하였다. 이 내용은 1816년까지 효관적으로 지속되었다.

### 이탈리아에서 두 번째 군사 활동
알보르노스 추기경은 아비뇽에 도착했을 때 교부에 해당하는 존경을 받았다. 하지만 조반니 디 비코와 프란체스코 오르델라피 (유명한 콘도티에로 콘라트 폰 란다우의 "대용병단"을 고용)가 그가 과거의 정복했었던 지역을 위협하면서 그곳에서의 체류는 짧았다. 이탈리아로 돌아온 그는 란다우와 협의를 맺었고, 1359년 7월 4일에 오르델라피가 항복하게 끔하였다.
알보르노스는 볼로냐를 제외한 모든 교황령을 재정복해냈다. 그 도시는 밀라노 공작 베르나보 비스콘티에게 공격을 받았는데, 볼로냐를 통치하던 조반니 돌레조 (Giovanni d'Olleggio)는 볼로냐를 알보르노스에게 넘기기로 결정했다. 한편 교황 인노첸시오가 사망하였는데, 이 스페인 추기경은 교황의 티아라를 거부했고, 교황 우르바노 5세가 선출되었다. 그 휘하에서 알보르노스는 비스콘티를 상대로 군사 작전에 돌입했으나 모든 공격 시도는 실패하고 말았고, 우르바노는 비스콘티를 상대로 성전을 선포하였다. 우르바노의 가장 큰 바램은 투르크에 대한 성전이었고, 양측은 성급하게 강화 조약을 체결했는데, 이는 비스콘티에게 극도로 유리한 것이였다. 알보르노스의 끊임없는 작업은 10년간의 전쟁과 체세나의 대학살로 잔혹 행위의 절정에 이르렀다.
교황 대사로서 알보르노스는 그가 영민한 관리자인이자 효과적인 투사임을 보여주었다. 그는 그가 지키고 있던 아비뇽에 수감되어 있던 콜라 디 리엔초 (로마의 옛 시민 국가 지도자)를 사용하기 시작했다. 1354년 민중 지도자를 , 알보르노스는 모의와 군대를 통해 교황의 권위를 회복하려는 그의 임무를 성공적으로 해냈다. 하지만 10년의 피비린내 나는 전쟁을 지휘한 알보르노스는 4개의 용병단이 이탈리아를 방랑하며 많은 피와 갈등을 퍼트리며 당시 이탈리아내 평화를 가져오는데는 거의 실패하였다. 교황청 그 자체는 완전히 평화로웠다: 야만적이고 파괴적인 전쟁은 로마와 벨레트리 사이에 벌어진 1361년에서 1367년 사이의 전쟁 하나와 캄파니아에서 일어난 1366-7년 사이의 일반적인 반란이 다였다. 이 모든 것들에도 불구하고 감사의 표시로 교황은 1367년에 그를 볼로냐 교황 대사로 임명시켰으나 그는 같은 해 비테르보에서 사망하고 만다. 그의 소원에 따라 그의 유해는 톨레도로 옮겨졌고, 엔리케 2세 데 카스티야가 왕족에 가까운 장례를 치루어주고 무덤에 안치해주었다.
볼로냐에 위치한 성 클레멘스 대학은 알보르노스가 카스티야, 아라곤, 포르투갈의 학생들을 위해 지었다.

## 같이 보기
- 교황령
- 8성인 전쟁
- 로마의 역사
- 콜라 디 리엔초